# REBOL
REBOL /ˈrebl/ (Relative Expression-Based Object Language) ist eine plattformübergreifende Skriptsprache, die von Carl Sassenrath entwickelt wurde.
Wichtigstes Merkmal der Sprache ist das sogenannte „Dialecting“ (siehe auch Domänenspezifische Sprache), was die Möglichkeit bezeichnet, kleine Untersprachen mit eigener Syntax für alle möglichen Anwendungsfälle zu schreiben. Beispielsweise nutzt REBOL zum Verarbeiten von Zeichenketten keine regulären Ausdrücke, sondern einen REBOL-Dialekt, also eine kleine Subsprache. Der Dialekt erlaubt das Setzen von Variablen und die Ausführung von REBOL-Code während des Parsens. Weitere Dialekte existieren z. B. für grafische Oberflächen, Datenbank-Zugriffe, das Zeichnen von 2D-Objekten usw.
Weiterhin verfügt REBOL über zahlreiche fest eingebaute Netzwerk-Protokolle (HTTP, SMTP, POP, …) und über die Möglichkeit, mit sehr wenig Aufwand grafische Oberflächen zu erstellen.
Am 25. September 2012 gab Carl Sassenrath bekannt, dass REBOL zukünftig als Open-Source-Software veröffentlicht werden soll.
Am 12. Dezember 2012 wurde der Quelltext von REBOL-3 auf GitHub unter der Apache-Lizenz veröffentlicht.

## Versionen
REBOL ist in zwei kostenlosen Versionen erhältlich:
- REBOL/Core bietet die grundlegenden Funktionen
- REBOL/View fügt grafische Oberflächen und Sound hinzu

Zusätzlich ist REBOL in kostenpflichtigen Versionen erhältlich, die zum Beispiel die Möglichkeit bieten, externe Funktionsbibliotheken zu benutzen.